# Kraslice (nádraží)
Kraslice jsou dopravna D3 (někdejší železniční stanice) v centrální části města Kraslice v okrese Sokolov v Karlovarském kraji ležící nedaleko řeky Svatavy. Leží na neelektrizované jednokolejné trati Sokolov–Zwotental. Přímo vedle stanice je umístěn autobusový terminál. Ve městě se dále nachází o 10 let starší železniční zastávka Kraslice předměstí.

## Historie

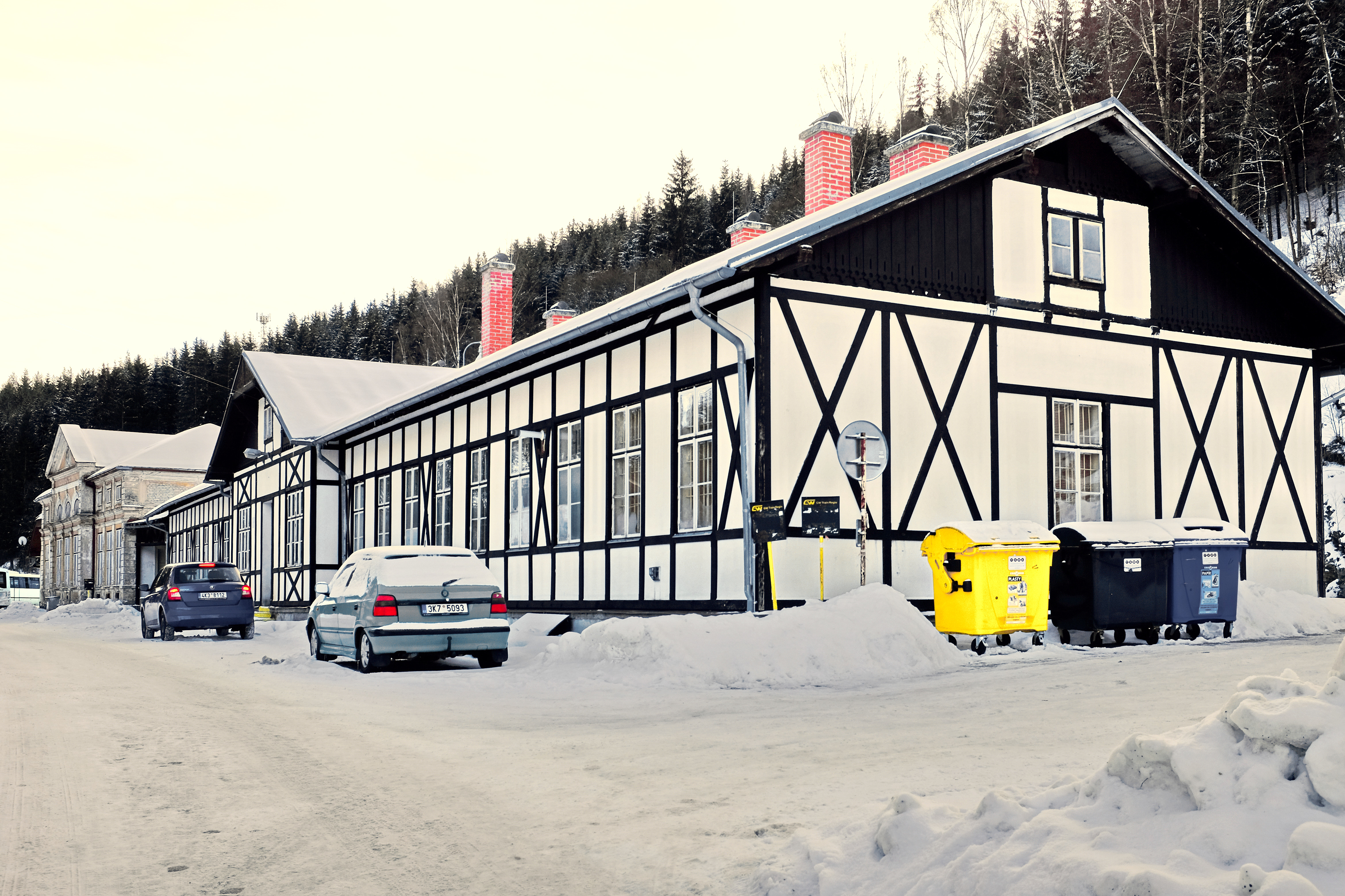
Nádražní budova v Kraslicích

19. září 1870 bylo vybudováno nádraží v Sokolově (pod tehdejším názvem Falknov nad Ohří) v rámci budování trati z Chomutova do Chebu podél řeky Ohře, čímž došlo k napojení dalších hnědouhelných důlních oblastí, včetně těch v sokolovské pánvi. Výstavbu a provoz trati financovala a provozovala soukromá společnost Buštěhradská dráha. Ta dále budovala a otevřela 1. června 1879 železnici proti proudu Svatavy do Kraslic, na které vzniklo nádraží Dolní Kraslice (nyní Kraslice předměstí), po obtížných stavebních jednáních nakonec došlo 1. října 1886 k připojení trati na přeshraniční síť do Saska přes město Klingenthal, v rámci kterého byla zprovozněna hlavní kraslická stanice pod tehdejším názvem Horní Kraslice.
Po zestátnění Buštěhradské dráhy v roce 1923 správu přebraly Československé státní dráhy.. Po revoluci připadla správa následovníkovi ČSD, tedy Českým drahám, které se však rozhodly, že některé lokální tratě, včetně té kraslické, zruší. Přičiněním městského zastupitelstva Kraslic došlo k tomu, že trať zrušena nebyla a naopak ji převzala nově vzniklá soukromá drážní společnost Viamont. 
V roce 2012 byla převedena organizační složka „Divize provozování drah a vleček“ společnosti Viamont na společnost PDV Railway, která v oblasti provozování drah a vleček navazuje na společnost Viamont.
Osobní drážní doprava včetně odbavování cestujících na nádraží připadla společnosti GW Train Regio.

## Modernizace
Po roce 2010 byla dokončena rekonstrukce nástupišť. V kolejišti je umístěno ostrovní nezastřešené nástupiště, k příchodu k vlakům slouží přechod přes koleje. Vedle přechodu a nástupiště se nachází i malý přístřešek s lavičkou a jízdními řády.